# 松平直常
松平 直常（まつだいら なおつね）は、江戸時代中期の大名。播磨国明石藩2代藩主。官位は従四位下侍従、但馬守。直良系越前松平家3代。

## 生涯
延宝7年（1679年）、越前国大野藩主・松平直明の長男として江戸にて誕生。天和元年（1681年）、松千代丸から処次郎と改名する。天和2年（1682年）、直明が明石藩へ転封となる。元禄3年（1690年）、元服して諱を直常と名乗り、5代将軍・徳川綱吉に御目見した。その後、直武と改名したが、再び直常に戻した。
元禄6年（1693年）、従五位下、左兵衛佐を叙任する。元禄13年（1700年）、伊勢国桑名藩主・松平忠雅の姉・浅姫を正妻として迎えた。元禄14年（1701年）、直明の隠居に伴い家督を相続した。宝永元年（1704年）、和泉国岸和田藩主・岡部長泰、摂津国三田藩主・九鬼隆久と共に幕府より大和川改修工事を命ぜられる。宝永4年（1707年）、従四位下、左兵衛督に昇進する。正徳元年（1711年）には大和川改修工事に次いで朝鮮通信使接待役に任ぜられた。これら使役により、先代より窮していた藩の財政は一層困窮することとなった。享保17年（1732年）に享保の大飢饉が起こると、明石藩もイナゴの被害を受けた。享保18年（1733年）、侍従に任ぜられた。元文5年（1740年）、但馬守に改称する。
寛保2年（1742年）、脳卒中となり右足が不自由になった。このため、翌寛保3年（1743年）に家督を長男・直純に譲って隠居した。延享元年（1744年）明石城二の丸にて病没。享年66。

## 系譜
- 父：松平直明（1656-1721）
- 母：仙姫 - 鏡智院、松平定頼の養女、酒井忠朝の娘、墓所は愛媛県松山市の法華寺の京極家墓所
- 正室：浅姫 - 松平清照の娘
- 室：幾代子 - 松田友成の養女
  - 長男：松平直純（1727-1764）